# Forberger Dániel
Forberger Dániel (Kislomnic, 1801. december 29. – Késmárk, 1865. augusztus 13.) evangélikus gimnáziumi tanár.

## Élete
Kislomnicról származott, a késmárki líceumban, Bécsben és 1828. október 25-étől a jénai egyetemen tanult; azután mint catecheta és iskolaigazgató 11 évig Bielsko-Białán, Sziléziában működött; 1840-től pedig a késmárki líceumban tanított.

## Művei
Programértekezése: Wozu Latein und Griechisch? (Késmárki ev. gymnasium Értesítője 1856.)